# Lechona

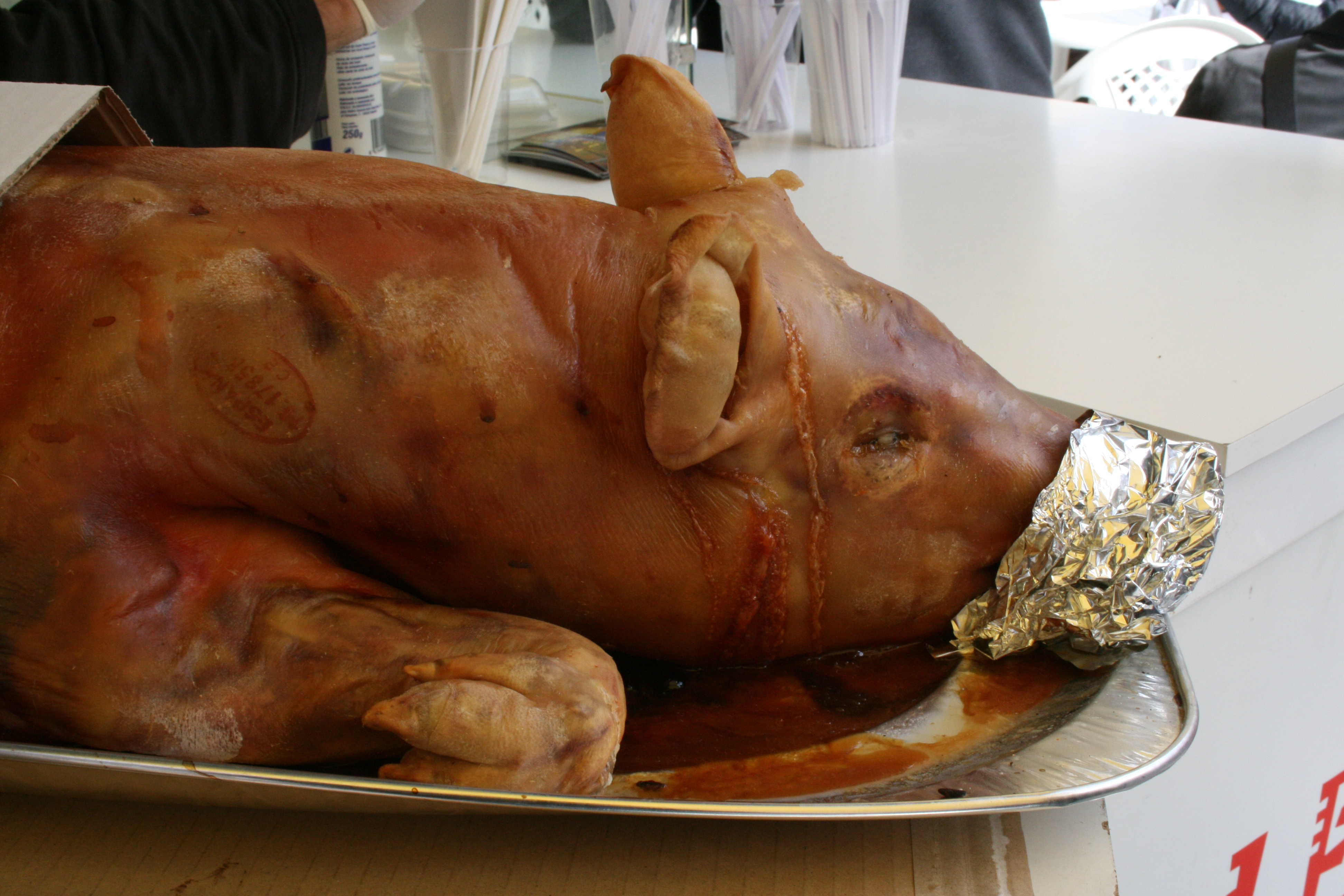
Lechona

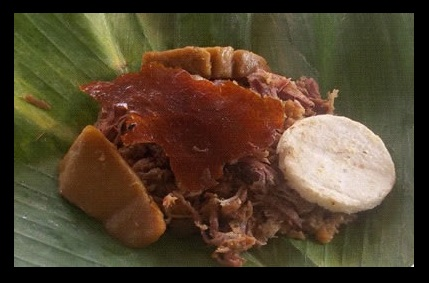
Piatto di Lechona

La lechona è un piatto tipico della regione colombiana di Tolima. 
É composto da carne di maiale e piselli. Viene servito con arepa di mais bianco e una varietà di nocciola che localmente si conosce come "insulso".
Il nome è un derivato di "leche" che in spagnolo significa "latte" che fa riferimento al maialino da latte da cui proviene la carne. Il piatto deriva invece dall'Asado castigliano che fu modificato adattato alla gastronomia locale.